# Wireless Networks
Wireless Networks is een internationaal, aan collegiale toetsing onderworpen wetenschappelijk tijdschrift over draadloze computernetwerken. Het wordt uitgegeven door Springer Science+Business Media. Het is opgericht in 1995 en verschijnt 8 keer per jaar.